# Улица Кабанбай батыра (Алма-Ата)
Улица Кабанбай батыра (каз. Қабанбай батыр көшесі) — одна из центральных старейших улиц Алма-Аты, прежние названия Калинина (с 1936 по 1991), Мещанская (с 1879 года по 1936 год), Верхняя Четвёртая Улица (с 1877 года).
Неофициальное название части улицы от Фурманова до Мира в 60-е годы XX века — Бродвей или Брод или Алматинский Брод, в том числе из-за располагавшихся там Театра оперы и балета имени Абая и ныне сгоревшего здания ТЮЗа/кинотеатра повторного фильма.
Протяжённость — 6,2 км.

## Структура улицы
1. Улица начинается от улицы Кастеева и пересекает улицы Бегалина, Сарсена Аманжолова, Зверева, Кармысова, Зенкова, проспект Достык, улицы Пушкина, Валиханова, Кунаева, Тулебаева, проспект Назарбаева, улицу Байсеитова, проспект Абылай хана, улицы Желтоксан, Наурызбай батыра, проспект Сейфуллина, улицы Амангельды, Масанчи и прерывается на Никольском соборе.
2. Вновь возобновляется на улице политического деятеля Байтурсынова, пересекает улицы Досмухамедов, Шарипова, Шагабутдинова, Муратбаева, реку Есентай, Кожамкулова, Муканова, Жумалиева, Байзакова, Ударная, Байганина, Исаева, Манаса, Нурмакова, Айтиева, Ауэзова, Клочкова, Жарокова, и прерывается на последней.
3. Продолжается от улицы Айманова, пересекает улицы Уметбаева, проспект Гагарина, улицы Радостовца, Розыбакиева, заканчивается на улице Аносова.

## История
До 1936 года — улица Мещанская. Здесь в основном селились чиновники, мастеровые, купцы. Застраивалась одноэтажными особняками с подворьем.

Первые фонтаны, сооружённые из долговечных материалов в виде двухъярусных вазонов, появились в городе Алма-Ата в 1948 году в сквере у здания Государственного театра оперы и балета им. Абая. Их автором был архитектор В. Н. Стесин.
В советское время носила имя Михаила Ивановича Калинина (7 [19] ноября 1875 — 3 июня 1946) — российский революционер, советский государственный и партийный деятель, председатель Президиума Верховного Совета СССР.

## Примечательные здания и сооружения
- Пугасов мост, получивший название от имени купца Никиты Пугасова, чьи лавки были расположены неподалёку.
- Казахский государственный академический театр оперы и балета имени Абая.
- Республиканский музей книги. Здание постройки 1936 года. Раньше в этом здании располагался Наркомат (министерство) хлебной промышленности (в разные годы: земледелия, продовольствия), что и объясняет тематику настенных панно.
- Гостиница «Алматы». Построена в 1967 году, архитекторы И. А. Картаси и В. Чиркин.
- Магазин «Столичный» (или ЦГ — центральный гастроном).
- Здание бывшего приюта города Верный. Памятник деревянного зодчества города Алма-Ата застройки конца XIX века. Находится по адресу: ул. Кабанбай батыра, 132. Здание построено в 1892 году по проекту архитектора П. В. Гурдэ. Состоит из центрального и двух боковых объёмов. Оконные проёмы и центральная часть фасада украшены резным деревянным орнаментом. В ансамбль вошла домовая Александро-Мариинская церковь. В настоящее время сохранилась только часть здания. В здании бывшего приюта находились различные учреждения: в 1929 — КазЦИК, Совет народных комиссаров, Госплан КАССР. В более позднее время — Детская клиническая инфекционная больница № 1. С 1981 года — Городское медицинское училище (ныне медицинский колледж).
- Кинотеатр «Целинный».
- Свято-Никольский православный собор.
- Фонтан «Неделька».
- Сосновый парк — уникальный сосновый парк в центре Алма-Аты.
- Памятник Виктору Цою у пересечения с улицей Тулебаева.

## Утраченные памятники и исторические здания
- Здание Государственного театра для детей и юношества Казахстана (ТЮЗа) Министерства культуры Казахской ССР/кинотеатра повторного фильма на пересечении Кабанбай-батыра и пр. Абылай-хана. Сгорело в 1990-х. На его месте построен ЖК «Столичный центр».
- Алматинский дворец пионеров и школьников на пересечении Кабанбай-батыра и Сейфуллина. Снесён в 2006 году, вместо него построена гостиница Rixos Almaty[2].
- При реконструкции кинотеатра Целинный был утрачен оригинал сграффито Евгения Сидоркина[3].

## Учреждения образования
- Гимназия № 159 имени Ибрая Алтынсарина.
- Гимназия № 25 имени Ильяса Есенберлина.
- Гимназия № 36.
- Школа-лицей № 8.
- Гимназия № 18.

## Транспорт
Станция метро «Алмалы»

Троллейбусы — № 9 линия от улицы Масанчи до проспекта Достык

## Известные жители
В доме по улице Кабанбай батыра на пересечении с проспектом Назарбаева с северо-западной стороны с начала 40-х и до своей смерти проживал классик казахской литературы Мухтар Ауэзов. В годы войны, в эвакуации в его квартире проживали выдающиеся писатели Константин Паустовский и Михаил Зощенко.